# Équipe du Pérou de football à la Coupe du monde 1978
Pour sa troisième participation en Coupe du monde, l'équipe du Pérou atteint le 2e tour de l'édition 1978 en Argentine, comme en 1970.

## Éliminatoires

### Premier tour - Groupe 3
L'Argentine étant qualifiée d'office en tant que pays hôte, les neuf autres sélections sud-américaines sont réparties en trois groupes de trois équipes chacun. Le Pérou, placé avec l'Équateur et le Chili, termine en tête de son groupe et avance au tour suivant en compagnie des deux autres vainqueurs de groupe, la Bolivie et le Brésil. 
| Rang | Équipe   | Pts | J | G | N | P | Bp | Bc | Diff |  | Résultats (▼ dom., ► ext.) |     |     |     |
| ---- | -------- | --- | - | - | - | - | -- | -- | ---- |  | -------------------------- | --- | --- | --- |
| 1    | Pérou    | 6   | 4 | 2 | 2 | 0 | 8  | 2  | +6   |  | Pérou                      |     | 2-0 | 4-0 |
| 2    | Chili    | 5   | 4 | 2 | 1 | 1 | 5  | 3  | +2   |  | Chili                      | 1-1 |     | 3-0 |
| 3    | Équateur | 1   | 4 | 0 | 1 | 3 | 1  | 9  | -8   |  | Équateur                   | 1-1 | 0-1 |     |

| 20 février 1977           | Équateur       | 1 - 1   | Pérou       | Estadio Olímpico Atahualpa, Quito                      |                                                        |
| Historique des rencontres | Paz y Miño 15e | (1 - 1) | 43e Oblitas | Spectateurs : 39 576 Arbitrage : Agomar Martins Röhrig | Spectateurs : 39 576 Arbitrage : Agomar Martins Röhrig |

| 6 mars 1977               | Chili       | 1 - 1   | Pérou       | Estadio Nacional, Santiago                         |                                                    |
| Historique des rencontres | Ahumada 42e | (1 - 0) | 75e Muñante | Spectateurs : 67 983 Arbitrage : José Favilli Neto | Spectateurs : 67 983 Arbitrage : José Favilli Neto |

| 12 mars 1977              | Pérou                                        | 4 - 0   | Équateur | Estadio Nacional, Lima                          |                                                 |
| Historique des rencontres | Velásquez 19e · Oblitas 48e, 51e · Luces 64e | (1 - 0) |          | Spectateurs : 43 319 Arbitrage : Luis Barrancos | Spectateurs : 43 319 Arbitrage : Luis Barrancos |

| 26 mars 1977              | Pérou                   | 2 - 0   | Chili | Estadio Nacional, Lima                                |                                                       |
| Historique des rencontres | Sotil 49e · Oblitas 55e | (0 - 0) |       | Spectateurs : 62 000 Arbitrage : Arnaldo Cézar Coelho | Spectateurs : 62 000 Arbitrage : Arnaldo Cézar Coelho |

### Tour final
En s'assurant de la 2e place du groupe final - après sa victoire par cinq buts à zéro sur la Bolivie - le Pérou se qualifie à la Coupe du monde 1978.
| Rang | Équipe  | Pts | J | G | N | P | Bp | Bc | Diff |  | Résultats (▼ dom., ► ext.) |  |     |     |
| ---- | ------- | --- | - | - | - | - | -- | -- | ---- |  | -------------------------- |  | --- | --- |
| 1    | Brésil  | 4   | 2 | 2 | 0 | 0 | 9  | 0  | +9   |  | Brésil                     |  | 1-0 | 8-0 |
| 2    | Pérou   | 2   | 2 | 1 | 0 | 1 | 5  | 1  | +4   |  | Pérou                      |  |     | 5-0 |
| 3    | Bolivie | 0   | 2 | 0 | 0 | 2 | 0  | 13 | -13  |  | Bolivie                    |  |     |     |

| 10 juillet 1977 | Brésil             | 1 - 0   | Pérou | Estadio Olímpico Pascual Guerrero, Cali          |                                                  |
|                 | Gilberto Alves 53e | (0 - 0) |       | Spectateurs : 50 345 Arbitrage : Miguel Comesaña | Spectateurs : 50 345 Arbitrage : Miguel Comesaña |

| 17 juillet 1977 | Pérou                                                 | 5 - 0   | Bolivie | Estadio Olímpico Pascual Guerrero, Cali        |                                                |
|                 | Cubillas 32e, 44e · Velásquez 65e, 89e · P. Rojas 74e | (2 - 0) |         | Spectateurs : 32 511 Arbitrage : Ramón Barreto | Spectateurs : 32 511 Arbitrage : Ramón Barreto |

## Préparation de l’évènement
De mars à mai 1978, l'équipe du Pérou dispute six matchs amicaux de préparation pour cette Coupe du monde.
| 19 mars 1978 | Argentine                    | 2 - 1   | Pérou        | La Bombonera, Buenos Aires      |                                 |
|              | Houseman 41e · Pagnanini 66e | (1 - 0) | 88e P. Rojas | Arbitrage : Juan José Fortunato | Arbitrage : Juan José Fortunato |

| 23 mars 1978 | Pérou       | 1 - 3   | Argentine                                       | Estadio Nacional, Lima         |                                |
|              | Oblitas 53e | (0 - 3) | 7e Luque · 25e (pen.) Passarella · 30e Houseman | Arbitrage : Edison Pérez-Núñez | Arbitrage : Edison Pérez-Núñez |

| 1er avril 1978 | Pérou       | 1 - 1   | Bulgarie    | Estadio Nacional, Lima                        |                                               |
|                | Ramírez 62e | (0 - 1) | 25e Manolov | Spectateurs : 30 000 Arbitrage : César Pagano | Spectateurs : 30 000 Arbitrage : César Pagano |

| 11 avril 1978 | Pérou       | 1 - 0   | Mexique | Memorial Coliseum, Los Angeles                   |                                                  |
|               | Gorriti 74e | (0 - 0) |         | Spectateurs : 38 016 Arbitrage : Toros Kibritjan | Spectateurs : 38 016 Arbitrage : Toros Kibritjan |

| 22 avril 1978 | Pérou                       | 2 - 1   | Chine              | Estadio Nacional, Lima   |                          |
|               | Mosquera 25e · P. Rojas 64e | (1 - 0) | 53e Chi Shang-ping | Arbitrage : César Pagano | Arbitrage : César Pagano |

| 1er mai 1978 | Brésil                       | 3 - 0   | Pérou | Stade Maracanã, Rio de Janeiro                  |                                                 |
|              | Zico 34e · Reinaldo 61e, 85e | (1 - 0) |       | Spectateurs : 145 200 Arbitrage : Roque Cerullo | Spectateurs : 145 200 Arbitrage : Roque Cerullo |

## Effectif
| Numéro / Nom       | Numéro / Nom        | Club                      | Date de naissance et âge*  | J.              | Buts            |                 |                 |                 |
| Gardiens de but    | Gardiens de but     | Gardiens de but           | Gardiens de but            | Gardiens de but | Gardiens de but | Gardiens de but | Gardiens de but | Gardiens de but |
| ------------------ | ------------------- | ------------------------- | -------------------------- | --------------- | --------------- | --------------- | --------------- | --------------- |
| 01                 | Ottorino Sartor     | CNI                       | 18 septembre 1945 (32 ans) | 0               | 0               | 0               | 0               | 0               |
| 13                 | Juan Cáceres        | Alianza Lima              | 27 décembre 1949 (28 ans)  | 0               | 0               | 0               | 0               | 0               |
| 21                 | Ramón Quiroga       | Sporting Cristal          | 23 juillet 1950 (27 ans)   | 6               | 0               | 1               | 0               | 0               |
| Défenseurs         |                     |                           |                            |                 |                 |                 |                 |                 |
| 02                 | Jaime Duarte        | Alianza Lima              | 27 février 1955 (23 ans)   | 6               | 0               | 0               | 0               | 0               |
| 03                 | Rodulfo Manzo       | Deportivo Municipal       | 5 juin 1949 (28 ans)       | 6               | 0               | 1               | 0               | 0               |
| 04                 | Héctor Chumpitaz    | Sporting Cristal          | 12 avril 1944 (34 ans)     | 6               | 0               | 0               | 0               | 0               |
| 05                 | Rubén Toribio Díaz  | Sporting Cristal          | 17 avril 1952 (26 ans)     | 4               | 0               | 0               | 0               | 0               |
| 14                 | José Navarro        | Sporting Cristal          | 24 septembre 1948 (29 ans) | 2               | 0               | 0               | 0               | 0               |
| 22                 | Roberto Rojas       | Universitario de Deportes | 26 octobre 1955 (22 ans)   | 1               | 0               | 0               | 0               | 0               |
| Milieux de terrain |                     |                           |                            |                 |                 |                 |                 |                 |
| 06                 | José Velásquez      | Alianza Lima              | 4 juin 1952 (25 ans)       | 6               | 1               | 2               | 0               | 0               |
| 08                 | César Cueto         | Alianza Lima              | 16 juin 1952 (25 ans)      | 6               | 1               | 0               | 0               | 0               |
| 09                 | Percy Rojas         | Sporting Cristal          | 16 septembre 1949 (28 ans) | 3               | 0               | 0               | 0               | 0               |
| 10                 | Teófilo Cubillas    | Alianza Lima              | 8 mars 1949 (29 ans)       | 6               | 5               | 0               | 0               | 0               |
| 15                 | Germán Leguía       | Deportivo Municipal       | 2 janvier 1954 (24 ans)    | 1               | 0               | 0               | 0               | 0               |
| 16                 | Raúl Gorriti        | Sporting Cristal          | 10 octobre 1956 (21 ans)   | 1               | 0               | 0               | 0               | 0               |
| 17                 | Alfredo Quesada     | Sporting Cristal          | 22 septembre 1949 (28 ans) | 2               | 0               | 1               | 0               | 0               |
| 18                 | Ernesto Labarthe    | Sport Boys                | 2 juin 1956 (21 ans)       | 0               | 0               | 0               | 0               | 0               |
| Attaquants         |                     |                           |                            |                 |                 |                 |                 |                 |
| 07                 | Juan José Muñante   | Pumas UNAM                | 12 juin 1948 (29 ans)      | 3               | 0               | 1               | 0               | 0               |
| 11                 | Juan Carlos Oblitas | Sporting Cristal          | 16 février 1951 (27 ans)   | 6               | 0               | 0               | 0               | 0               |
| 12                 | Roberto Mosquera    | Sporting Cristal          | 21 juin 1956 (21 ans)      | 0               | 0               | 0               | 0               | 0               |
| 19                 | Guillermo La Rosa   | Alianza Lima              | 6 juin 1952 (25 ans)       | 5               | 0               | 0               | 0               | 0               |
| 20                 | Hugo Sotil          | Alianza Lima              | 18 mai 1948 (30 ans)       | 4               | 0               | 0               | 0               | 0               |
| Sélectionneur      |                     |                           |                            |                 |                 |                 |                 |                 |
|                    | Marcos Calderón     |                           | 11 juillet 1928 (49 ans)   |                 |                 |                 |                 |                 |

- NB : Les âges sont calculés au début de la Coupe du monde, le 1er juin 1978.

## Phase finale

### Premier tour – Groupe IV
Les Péruviens, champions d'Amérique du Sud en titre, se retrouvent dans le groupe 4 avec les Pays-Bas, vice-champions du monde et tête de série, l'Écosse qui dispose d'une génération exceptionnelle commandée par Kenny Dalglish, fer de lance du Liverpool FC, champion d'Europe des clubs quelques semaines auparavant, et l'Iran, néophyte à ce niveau. Le Pérou réalise une grande performance en terminant en tête groupe, avec un seul point de perdu contre le futur finaliste néerlandais, après avoir notamment débuté la compétition de belle manière par une victoire 3-1 contre l'Écosse, match où Teófilo Cubillas se distingue avec un somptueux but sur coup franc. D'ailleurs l'exploit péruvien ne passe pas inaperçu, puisque le magazine sportif argentin El Gráfico inclut le milieu de terrain de la Blanquirroja - composé de Cubillas (5 buts marqués), César Cueto (1 but) et José Velásquez (1 but) - dans l'équipe type du 1er tour de la compétition.
| Classement du groupe 4 |          |     |   |   |   |   |    |    |      |
|                        | Équipe   | Pts | J | G | N | P | BP | BC | Diff |
| 1                      | Pérou    | 5   | 3 | 2 | 1 | 0 | 7  | 2  | +5   |
| 2                      | Pays-Bas | 3   | 3 | 1 | 1 | 1 | 5  | 3  | +2   |
| 3                      | Écosse   | 3   | 3 | 1 | 1 | 1 | 5  | 6  | -1   |
| 4                      | Iran     | 1   | 3 | 0 | 1 | 2 | 2  | 8  | -6   |

| 3 juin 1978 | Pérou | 3 - 1   | Écosse | Estadio Chateau Carreras, Córdoba             |                                               |
| 16:45       | Cueto 43e · Cubillas 71e, 77e | (1 - 1) | 14e Jordan | Spectateurs : 37 927 Arbitrage : Ulf Eriksson | Spectateurs : 37 927 Arbitrage : Ulf Eriksson |
| 16:45       | Rapport |         | | Spectateurs : 37 927 Arbitrage : Ulf Eriksson | Spectateurs : 37 927 Arbitrage : Ulf Eriksson |
| 16:45       | Quiroga - Duarte, Manzo, Chumpitaz , Díaz - Velásquez ( 19e), Cueto ( 82e P. Rojas), Cubillas - Muñante, Oblitas, La Rosa ( 62e Sotil) | Équipes | Rough - Buchan, Kennedy , Forsyth, Burns - Rioch ( 75e Gemmill), Masson ( 75e Macari), Hartford, Johnston - Dalglish , Jordan | Spectateurs : 37 927 Arbitrage : Ulf Eriksson | Spectateurs : 37 927 Arbitrage : Ulf Eriksson |

| 7 juin 1978 | Pays-Bas | 0 - 0   | Pérou | Estadio Ciudad de Mendoza, Mendoza            |                                               |
| 16:45       | | (0 - 0) | | Spectateurs : 28 125 Arbitrage : Adolf Prokop | Spectateurs : 28 125 Arbitrage : Adolf Prokop |
| 16:45       | Rapport |         | | Spectateurs : 28 125 Arbitrage : Adolf Prokop | Spectateurs : 28 125 Arbitrage : Adolf Prokop |
| 16:45       | Jongbloed - Poortvliet, Krol , Rijsbergen, Suurbier - Jansen, Haan, R. van de Kerkhof ( 25e) ( 46e Rep), W. van de Kerkhof - Rensenbrink , Neeskens ( 68e Nanninga) | Équipes | Quiroga - Duarte, Manzo, Chumpitaz , Díaz - Velásquez, Cueto, Cubillas - Muñante ( 1e), Oblitas, La Rosa ( 62e Sotil) | Spectateurs : 28 125 Arbitrage : Adolf Prokop | Spectateurs : 28 125 Arbitrage : Adolf Prokop |

| 11 juin 1970 | Pérou | 4 - 1   | Iran | Estadio Chateau Carreras, Córdoba              |                                                |
| 16:45        | Velásquez 2e · Cubillas 36e (pen.), 39e (pen.), 79e                                                                                  | (3 - 1) | 41e Rowshan | Spectateurs : 21 262 Arbitrage : Alojzy Jarguz | Spectateurs : 21 262 Arbitrage : Alojzy Jarguz |
| 16:45        | Rapport |         | | Spectateurs : 21 262 Arbitrage : Alojzy Jarguz | Spectateurs : 21 262 Arbitrage : Alojzy Jarguz |
| 16:45        | Quiroga - Duarte, Manzo ( 67e Leguía), Chumpitaz , Díaz - Velásquez ( 19e), Cueto, Cubillas - Muñante, Oblitas, La Rosa ( 60e Sotil) | Équipes | Hejazi - Nazari ( 60e), Abdollahi, Kazerani, Allahverdi - Parvin , Ghasempour, Sadeghi, Danaifar - Rowshan ( 66e Fariba), Faraki ( 51e Jahani) | Spectateurs : 21 262 Arbitrage : Alojzy Jarguz | Spectateurs : 21 262 Arbitrage : Alojzy Jarguz |

### Deuxième tour – Groupe B
La prestation du Pérou au 2e tour de cette Coupe du monde est aux antipodes de celle du 1er tour. En effet, les Incas perdent leurs trois matchs. La dernière rencontre face à l'Argentine étant la plus controversée, en raison de l'ampleur de la défaite (0-6), mais aussi parce que l'Albiceleste devait s'imposer sur un score avec une différence d'au moins quatre buts pour remporter le groupe et atteindre la finale. La suspicion d'un possible arrangement entre les dictatures qui gouvernaient les deux pays dans les années 1970 a notamment plané sur ce match.
| Classement du groupe B |           |     |   |   |   |   |    |    |      |
|                        | Équipe    | Pts | J | G | N | P | BP | BC | Diff |
| 1                      | Argentine | 5   | 3 | 2 | 1 | 0 | 8  | 0  | +8   |
| 2                      | Brésil    | 5   | 3 | 2 | 1 | 0 | 6  | 1  | +5   |
| 3                      | Pologne   | 2   | 3 | 1 | 0 | 2 | 2  | 5  | -3   |
| 4                      | Pérou     | 0   | 3 | 0 | 0 | 3 | 0  | 10 | -10  |

L'Argentine se qualifie pour la finale, le Brésil joue le match pour la 3e place.
| 14 juin 1978 | Brésil | 3 - 0   | Pérou | Estadio Ciudad de Mendoza, Mendoza              |                                                 |
| 16:45        | Dirceu 15e, 27e · Zico 72e (pen.) | (2 - 0) | | Spectateurs : 31 278 Arbitrage : Nicolae Rainea | Spectateurs : 31 278 Arbitrage : Nicolae Rainea |
| 16:45        | Rapport |         | | Spectateurs : 31 278 Arbitrage : Nicolae Rainea | Spectateurs : 31 278 Arbitrage : Nicolae Rainea |
| 16:45        | Leão - Toninho ( 76e Chicão), Oscar, Amaral, Rodrigues Neto - Batista, Toninho Cerezo, Dirceu - Gil ( 70e Zico), Jorge Mendonça, Roberto Dinamite ( 80e) | Équipes | Quiroga - Duarte, Manzo, Chumpitaz , Díaz ( 11e Navarro) - Velásquez ( 75e), Cueto, Cubillas - Muñante, Oblitas ( 46e P. Rojas), La Rosa | Spectateurs : 31 278 Arbitrage : Nicolae Rainea | Spectateurs : 31 278 Arbitrage : Nicolae Rainea |

| 18 juin 1978 | Pérou | 0 - 1   | Pologne | Estadio Ciudad de Mendoza, Mendoza                 |                                                    |
| 13:45        | | (0 - 0) | 65e Szarmach | Spectateurs : 35 288 Arbitrage : Patrick Partridge | Spectateurs : 35 288 Arbitrage : Patrick Partridge |
| 13:45        | Rapport |         | | Spectateurs : 35 288 Arbitrage : Patrick Partridge | Spectateurs : 35 288 Arbitrage : Patrick Partridge |
| 13:45        | Quiroga ( 89e) - Duarte, Manzo ( 7e), Chumpitaz , Navarro - Cueto, Cubillas, Quesada - Muñante ( 46e P. Rojas), Oblitas, La Rosa ( 74e Sotil) | Équipes | Kukla - Szymanowski, Gorgoń ( 59e), Żmuda, Maculewicz - Nawałka, Deyna , Boniek ( 75e) ( 86e Lubański), Masztaler ( 46e Kasperczak) - Lato, Szarmach | Spectateurs : 35 288 Arbitrage : Patrick Partridge | Spectateurs : 35 288 Arbitrage : Patrick Partridge |

| 21 juin 1970 | Argentine | 6 - 0   | Pérou | Estadio Gigante de Arroyito, Rosario          |                                               |
| 19:15        | Kempes 21e, 49e · Tarantini 43e · Luque 50e, 72e · Houseman 67e                                                                     | (2 - 0) | | Spectateurs : 37 315 Arbitrage : Robert Wurtz | Spectateurs : 37 315 Arbitrage : Robert Wurtz |
| 19:15        | Rapport |         | | Spectateurs : 37 315 Arbitrage : Robert Wurtz | Spectateurs : 37 315 Arbitrage : Robert Wurtz |
| 19:15        | Fillol - Olguín, L. Galván, Passarella , Tarantini - Larrosa, Gallego ( 85e Oviedo), Luque, Ortiz - Kempes, Bertoni ( 64e Houseman) | Équipes | Quiroga - Duarte, Manzo, Chumpitaz , R. Rojas - Velásquez ( 1e) ( 51e Gorriti), Cueto, Quesada ( 1e) - Muñante, Oblitas, Cubillas | Spectateurs : 37 315 Arbitrage : Robert Wurtz | Spectateurs : 37 315 Arbitrage : Robert Wurtz |